# イズカニコウモリ
イズカニコウモリ（伊豆蟹蝙蝠、学名：Parasenecio amagiensis）は、キク科コウモリソウ属の多年草。

## 特徴
細い地下匍匐枝が長く伸び、その先に新植物体をつけ、しばしば群生する。茎は直立し、分枝せず、高さ40-60cmになる。葉はふつう2個が互生し、下部の茎葉の葉身は腎形で幅が広く、長さ12-13cm、幅22cmになり、先は円く、縁に不規則な粗い鋸歯があり、基部は深い心形になる。葉は洋紙質で、表面には毛がまばらに生え、裏面には葉脈に沿って絹毛が散生する。葉柄には翼がなく、下方のものの長さは11-12cmになり、基部は茎を抱き、耳はなく、葉鞘は完全に合生して円筒状になって閉じる。上方の葉は葉身は長さ7-8cm、幅10-12cmと小さく、葉柄も長さ3-3.5cmと短い。
花期は9-10月。頭状花序は総状円錐花序に上向きに斜上してつく。すべて両性の筒状花からなり、頭花の花柄は長さ3-8mmになり、縮毛が密に生える。総苞は狭筒型で、長さ11mm、苞葉は小型で、卵形または長楕円状披針形になる。総苞片は1列で5個あり、広線形で先は鋭形となる。1頭花あたり小花は4-5個、花冠は長さ11mmになる。果実は長さ5-6mmになる円柱形の痩果になり、痩果は無毛。冠毛は白色で長さ7-9mmになる。染色体数は2n=58。

## 分布と生育環境
日本固有種。伊豆半島および隣接する箱根外輪山の南東側斜面にかけた狭い範囲にのみ分布し、シイ・カシ帯からブナ帯下部の夏緑林の沢沿いの湿った林内に生育する。

## 名前の由来
和名 イズカニコウモリは、「伊豆蟹蝙蝠」の意。北村四郎 (1931) による命名で、伊豆半島に分布し、葉が本属のカニコウモリ（蟹蝙蝠）P. adenostyloides にやや似る。
しかし、本種は同属ヤマタイミイガサ節 Sect. Taimingasa に属し、カニコウモリは同属コウモリソウ節 Sect. Koyamacalia に属する。
本種は、1930年に杉本順一によって、伊豆半島の猫越峠で採集された標本をもとに、北村四郎 (1931) によって、Cacalia amagiensis Kitam. として記載発表された。Cacalia 属が廃止され、アジア産のものが Parasenecio属 とされた際に、小山博滋 (1995) によって Parasenecio amagiensis (Kitam.) H.Koyama に組み替えられた。
種小名（種形容語）amagiensis は、「伊豆天城山の」の意味。

## 分類
なお、コウモリソウ属ヤマタイミイガサ節 Sect. Taimingasa に属する本種、日本および朝鮮半島に分布するヤマタイミンガサ並びに朝鮮半島に分布する P. firmus は、新属 Taimingasa (Kitam.) C.Ren & Q.E.Yang, 2017に移され、本種については、Taimingasa amagiensis (Kitam.) C.Ren et Q.E.Yang に組み替えられており、YListでもそれを標準としている。

## 種の保全状況評価
絶滅危惧II類 (VU)（環境省レッドリスト）
（2019年、環境省）

## ギャラリー

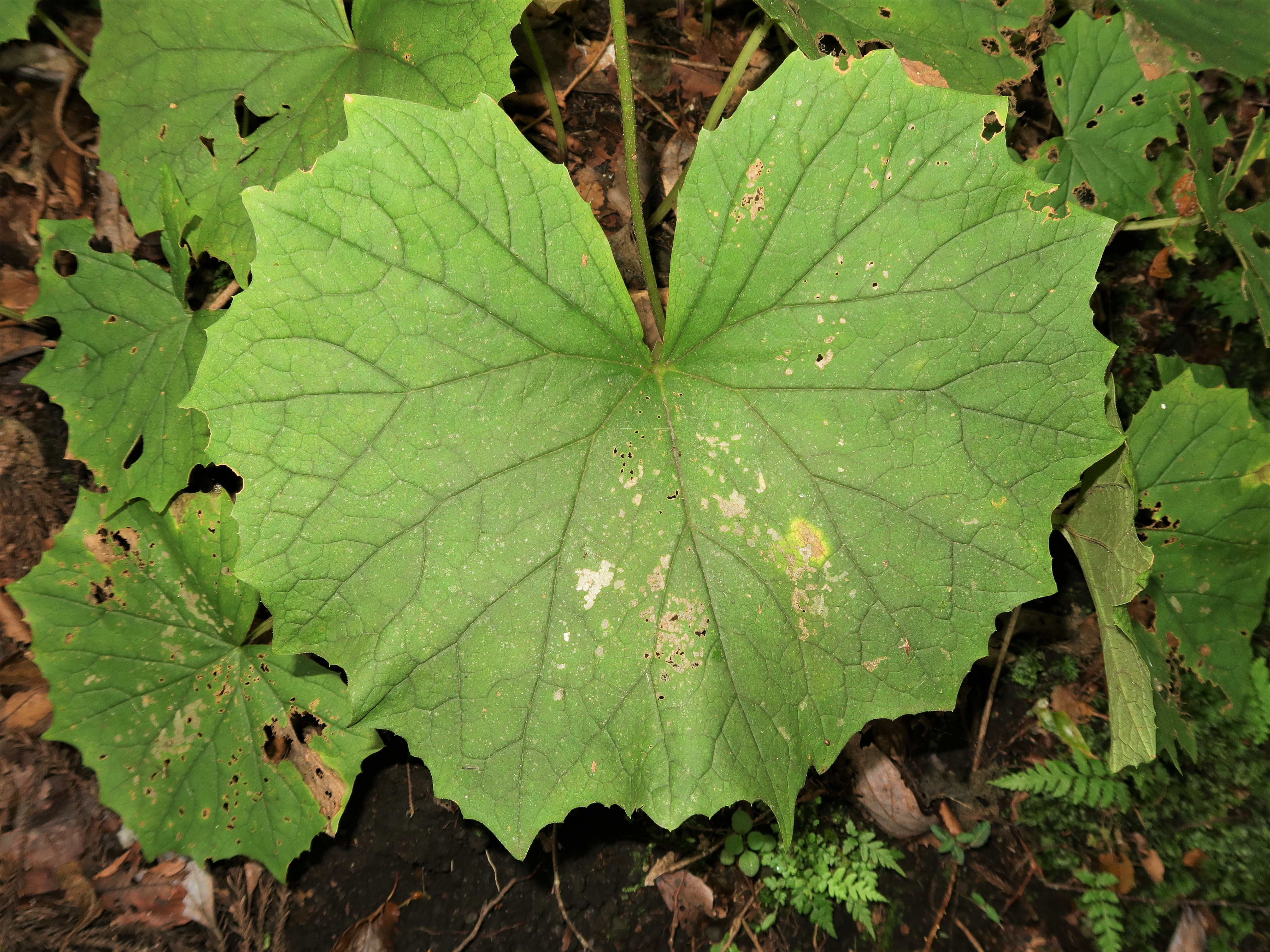
葉は腎形で、先は円く、縁に不規則な粗い鋸歯があり、基部は深い心形になる。葉は洋紙質で、表面には毛がまばらに生える。
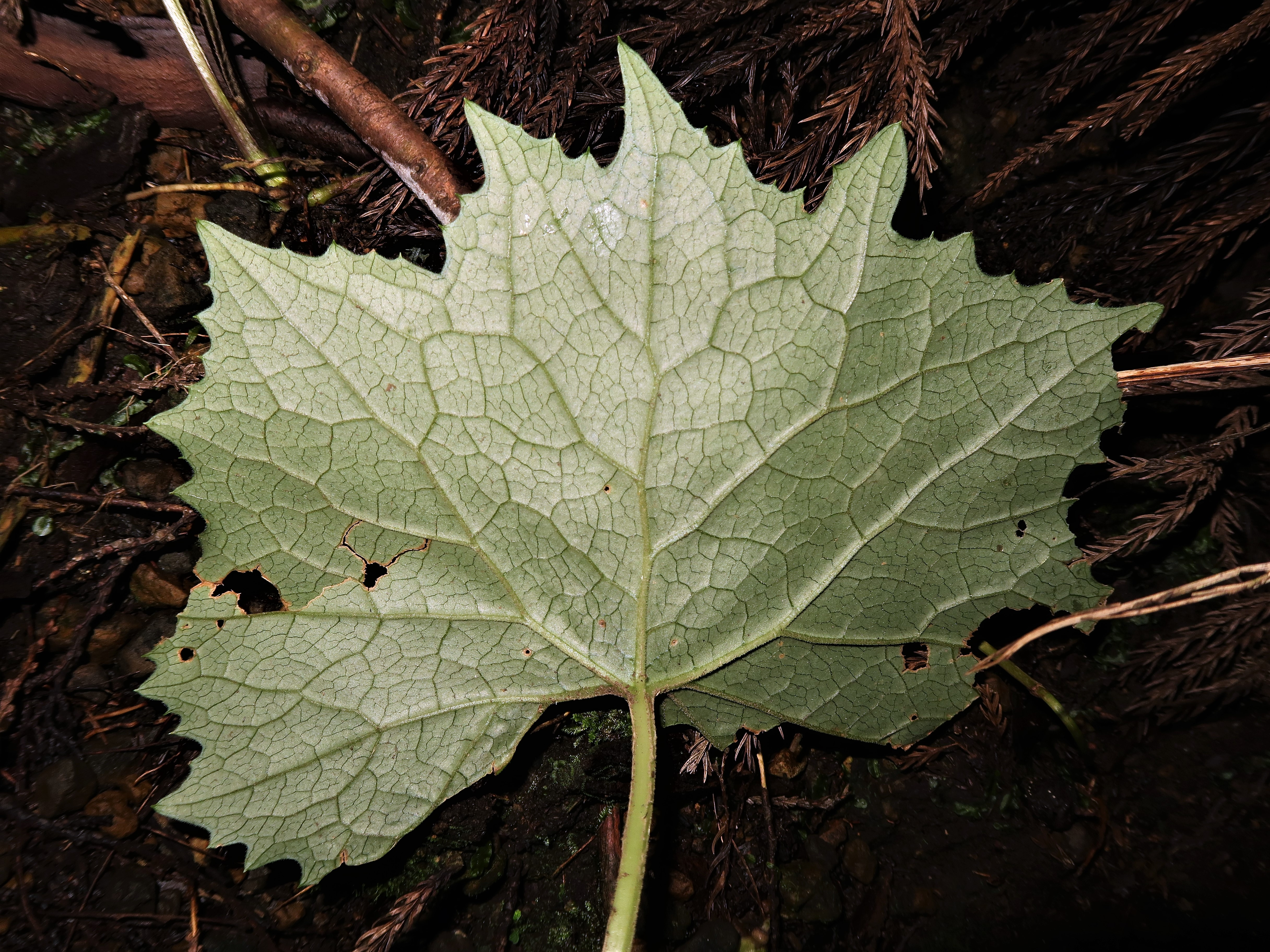
葉の裏面。葉脈に沿って絹毛が散生する。
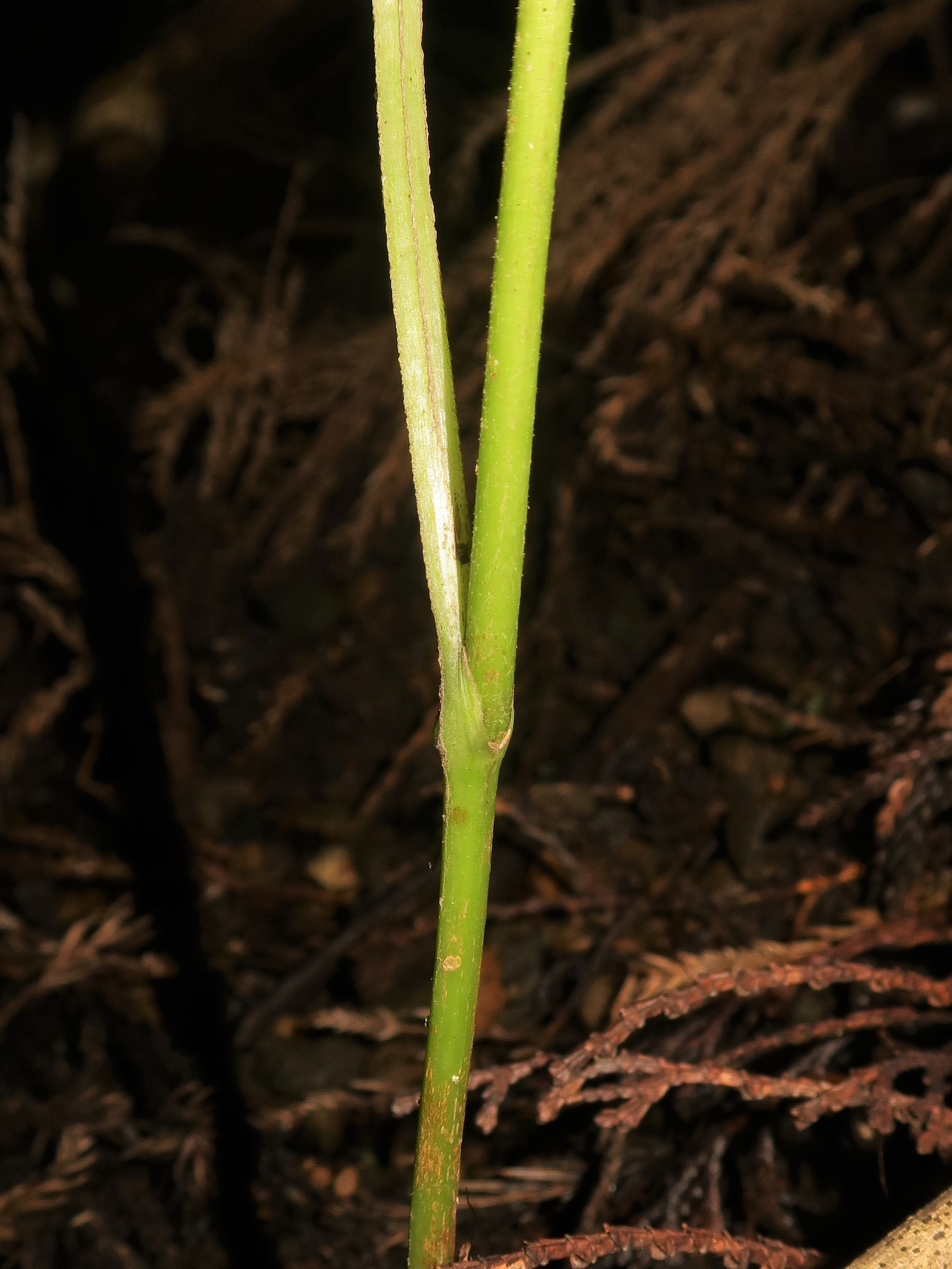
葉柄には翼がなく、基部は茎を抱き、耳はなく、葉鞘は完全に合生して円筒状になって閉じる。
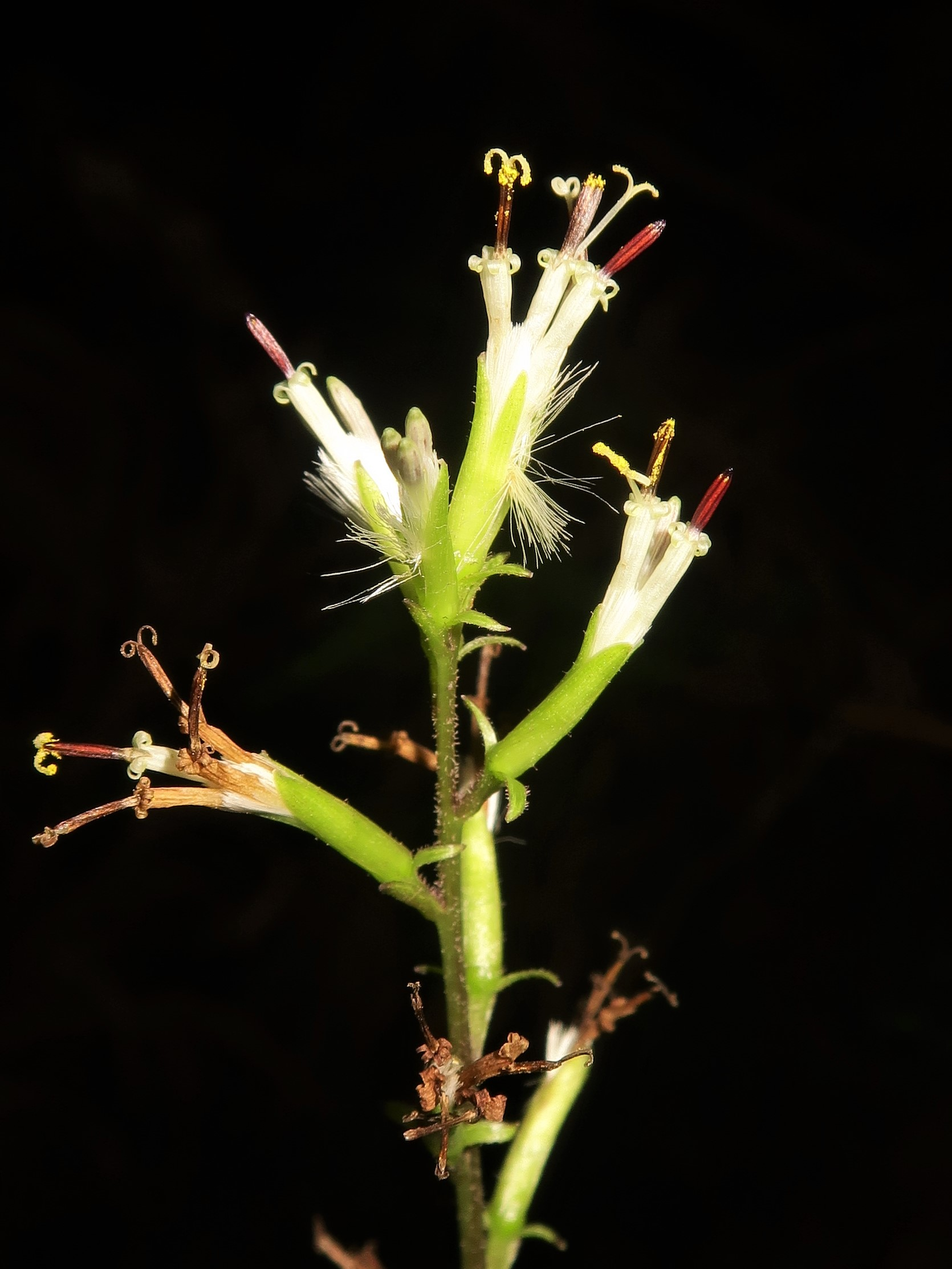
1頭花あたり小花は4-5個。総苞片は1列で5個あり、広線形で先は鋭形となる。
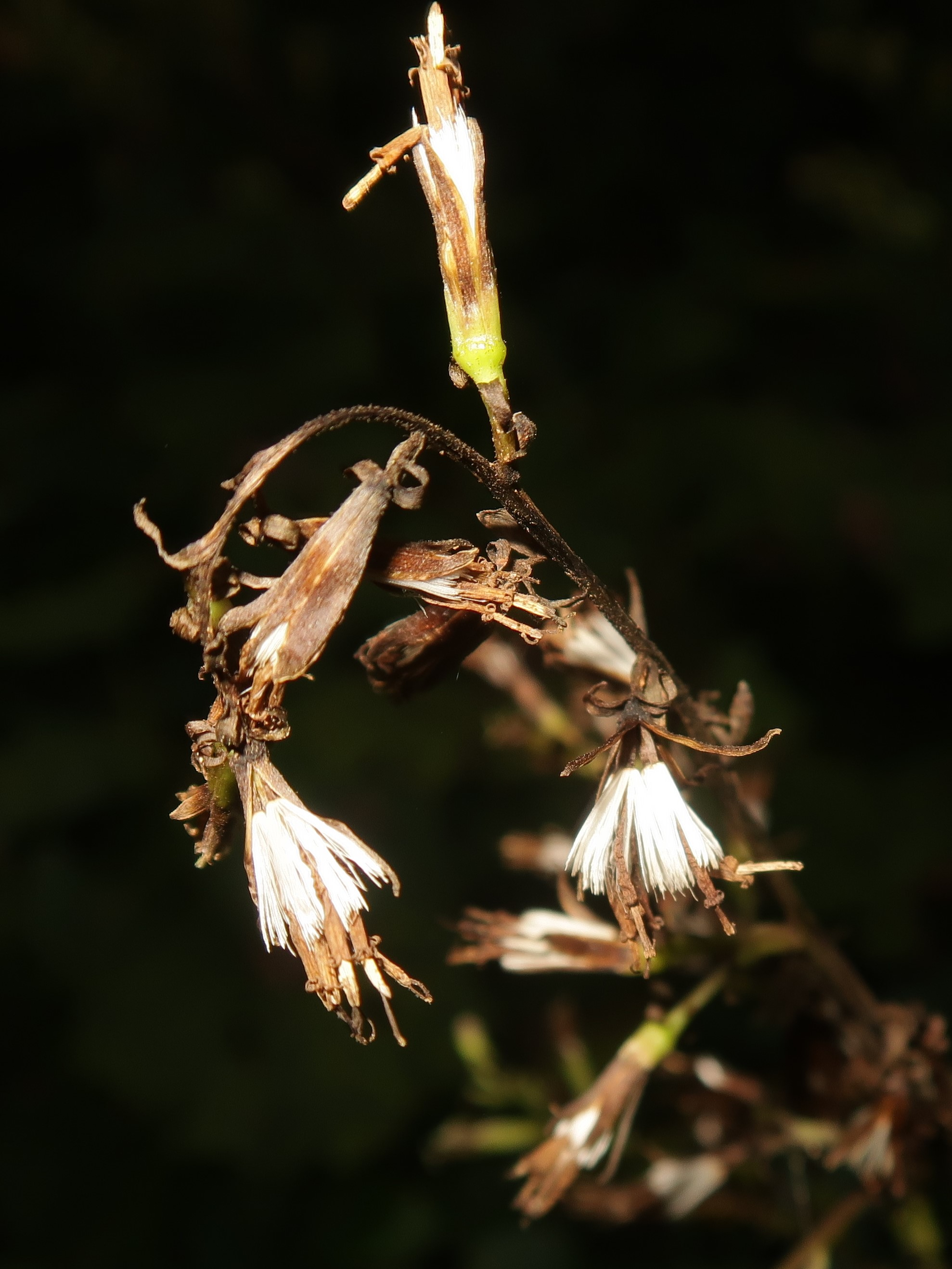
冠毛は白色になる。
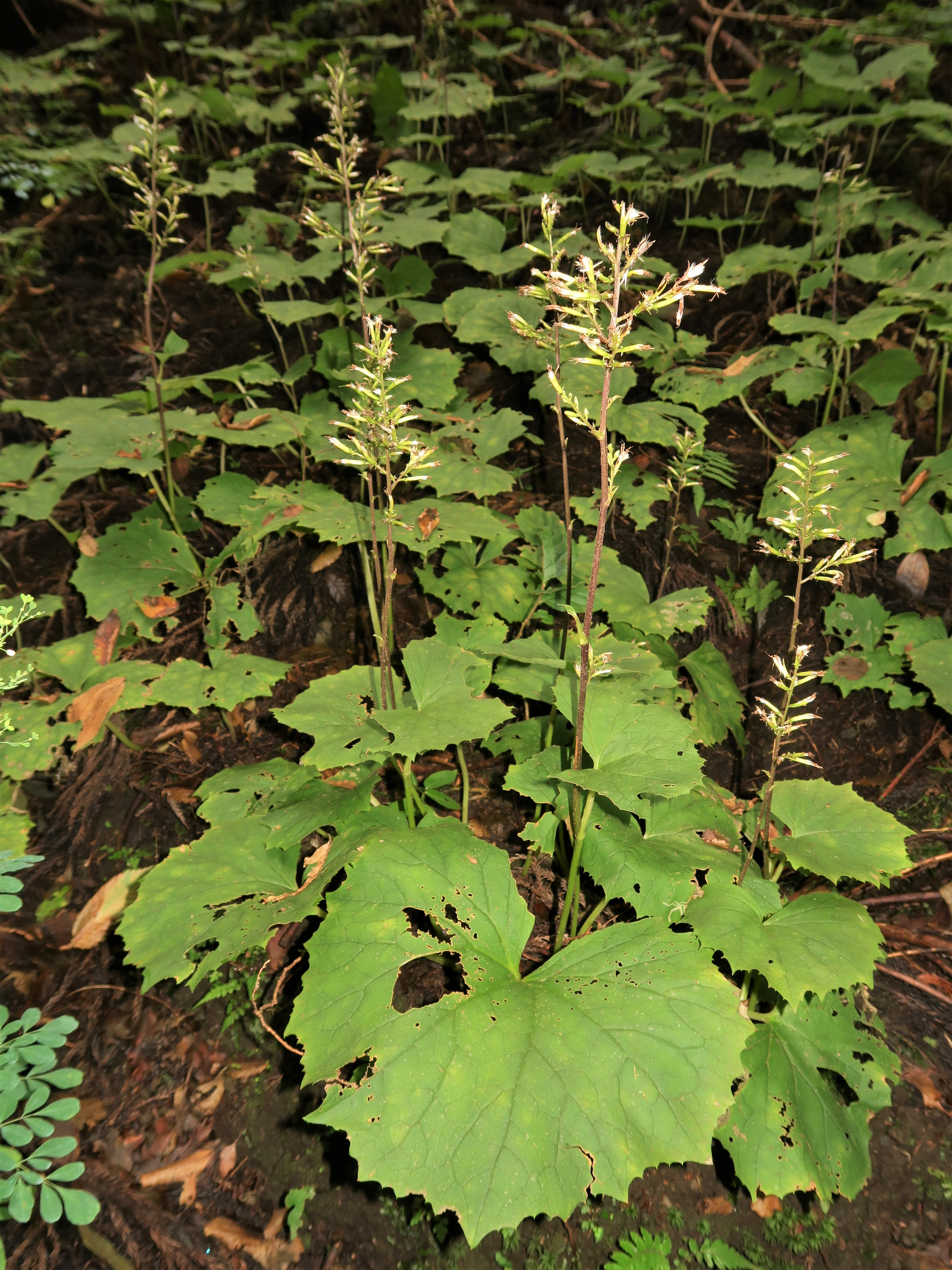
しばしば群生する。